# Štěpán Kodeda
Ing. Štěpán Kodeda (5. února 1988 Plzeň – 30. března 2015 Praha) byl český reprezentant v orientačním běhu. Na vrcholu kariéry závodil za švédský klub IFK Mora a český klub SC Jičín. Na mezinárodní scéně dokázal vybojovat dvě zlaté medaile na juniorských mistrovstvích světa. V roce 2007 získal v australském Dubbo zlato ve štafetách, o rok později ve švédském Göteborgu zlato ve sprintu.
Štěpán měl vážnou dopravní nehodu na motorce o Vánocích roku 2014. Téměř čtyři měsíce ležel v kómatu v pražské nemocnici na Vinohradech. Těmto zraněním podlehl dne 30. března 2015.

## Sportovní kariéra

### Umístění na MS a ME
| Přehled úspěchů na Mistrovství světa | Přehled úspěchů na Mistrovství světa | Přehled úspěchů na Mistrovství světa | Přehled úspěchů na Mistrovství světa | Přehled úspěchů na Mistrovství světa |
| Mistrovství světa                    | Sprint                               | Middle                               | Long                                 | Štafety                              |
| ------------------------------------ | ------------------------------------ | ------------------------------------ | ------------------------------------ | ------------------------------------ |
| Savojsko 2011                        | 18. místo                            | X                                    | Q18. místo                           | X                                    |
| Lausanne 2012                        | 18. místo                            | X                                    | 32. místo                            | X                                    |

| Přehled úspěchů na Mistrovství Evropy | Přehled úspěchů na Mistrovství Evropy | Přehled úspěchů na Mistrovství Evropy | Přehled úspěchů na Mistrovství Evropy | Přehled úspěchů na Mistrovství Evropy |
| Mistrovství Evropy                    | Sprint                                | Middle                                | Long                                  | Štafety                               |
| ------------------------------------- | ------------------------------------- | ------------------------------------- | ------------------------------------- | ------------------------------------- |
| Ventspils 2008                        | DSQ                                   | 48. místo                             | X                                     | X                                     |
| Primorsko 2010                        | 38. místo                             | 42. místo                             | X                                     | 13. místo                             |
| Falun 2012                            | 38. místo                             | 42. místo                             | 36. místo                             | X                                     |

| Přehled úspěchů na Mistrovství světa juniorů | Přehled úspěchů na Mistrovství světa juniorů | Přehled úspěchů na Mistrovství světa juniorů | Přehled úspěchů na Mistrovství světa juniorů | Přehled úspěchů na Mistrovství světa juniorů |
| Mistrovství světa juniorů                    | Sprint                                       | Middle                                       | Long                                         | Štafety                                      |
| -------------------------------------------- | -------------------------------------------- | -------------------------------------------- | -------------------------------------------- | -------------------------------------------- |
| Druskininkai 2006                            | 19. místo                                    | 14. místo                                    | 27. místo                                    | X                                            |
| Dubbo 2007                                   | 10. místo                                    | 17. místo                                    | 5. místo                                     | 1. místo                                     |
| Göteborg 2008                                | 1. místo                                     | 14. místo                                    | 14. místo                                    | 8. místo                                     |

### Umístění na MČR
| Umístění na Mistrovství České republiky v orientačním běhu | Umístění na Mistrovství České republiky v orientačním běhu | Umístění na Mistrovství České republiky v orientačním běhu | Umístění na Mistrovství České republiky v orientačním běhu | Umístění na Mistrovství České republiky v orientačním běhu | Umístění na Mistrovství České republiky v orientačním běhu | Umístění na Mistrovství České republiky v orientačním běhu | Umístění na Mistrovství České republiky v orientačním běhu | Umístění na Mistrovství České republiky v orientačním běhu | Umístění na Mistrovství České republiky v orientačním běhu | Umístění na Mistrovství České republiky v orientačním běhu | Umístění na Mistrovství České republiky v orientačním běhu |
| Ročník                                                     | Kategorie                                                  | Klasická                                                   | Krátká                                                     | Sprint                                                     | Dlouhá                                                     | Noční                                                      | Ranking                                                    | Členství v klubu                                           | Štafety                                                    | Kluby                                                      |                                                            |
| ---------------------------------------------------------- | ---------------------------------------------------------- | ---------------------------------------------------------- | ---------------------------------------------------------- | ---------------------------------------------------------- | ---------------------------------------------------------- | ---------------------------------------------------------- | ---------------------------------------------------------- | ---------------------------------------------------------- | ---------------------------------------------------------- | ---------------------------------------------------------- | ---------------------------------------------------------- |
| MČR 2001                                                   | H16 – mladší dorostenci                                    | 14. místo                                                  |                                                            |                                                            |                                                            |                                                            |                                                            | KOS Slavia Plzeň                                           |                                                            |                                                            |                                                            |
| MČR 2002                                                   | H16 – mladší dorostenci                                    | 13. místo                                                  | 9. místo                                                   |                                                            |                                                            |                                                            |                                                            | OK Potůčky                                                 |                                                            |                                                            |                                                            |
| MČR 2003                                                   | H16 – mladší dorostenci                                    | 1. místo                                                   | 8. místo                                                   | 3. místo                                                   |                                                            |                                                            | 970. místo                                                 | SK Severka Šumperk                                         |                                                            |                                                            |                                                            |
| MČR 2003                                                   | H18 – starší dorostenci                                    |                                                            |                                                            |                                                            |                                                            |                                                            |                                                            | SK Severka Šumperk                                         | 3. místo                                                   |                                                            |                                                            |
| MČR 2004                                                   | H16 – mladší dorostenci                                    | 2. místo                                                   | 4. místo                                                   | 2. místo                                                   |                                                            | 1. místo                                                   | 704. místo                                                 | SK Severka Šumperk                                         |                                                            |                                                            |                                                            |
| MČR 2004                                                   | H18 – starší dorostenci                                    |                                                            |                                                            |                                                            | 4. místo                                                   |                                                            |                                                            | SK Severka Šumperk                                         | 3. místo                                                   |                                                            |                                                            |
| MČR 2005                                                   | H18 – starší dorostenci                                    | 3. místo                                                   | 1. místo                                                   | 2. místo                                                   | 3. místo                                                   |                                                            | 527. místo                                                 | SK Severka Šumperk                                         | 1. místo                                                   |                                                            |                                                            |
| MČR 2006                                                   | H18 – starší dorostenci                                    | 5. místo                                                   | 6. místo                                                   |                                                            |                                                            | 1. místo                                                   | 586. místo                                                 | SK Severka Šumperk                                         | 4. místo                                                   |                                                            |                                                            |
| MČR 2007                                                   | H20 – junioři                                              |                                                            |                                                            | 3. místo                                                   | 2. místo                                                   | 2. místo                                                   | 106. místo                                                 | Sportcentrum Jičín                                         |                                                            |                                                            |                                                            |
| MČR 2007                                                   | H21 – muži                                                 |                                                            |                                                            |                                                            |                                                            |                                                            |                                                            | Sportcentrum Jičín                                         | 4. místo                                                   |                                                            |                                                            |
| MČR 2008                                                   | H20 – junioři                                              |                                                            |                                                            | 1. místo                                                   | 2. místo                                                   |                                                            | 208. místo                                                 | Sportcentrum Jičín                                         |                                                            |                                                            |                                                            |
| MČR 2008                                                   | H21 – muži                                                 |                                                            |                                                            |                                                            |                                                            |                                                            |                                                            | Sportcentrum Jičín                                         | 10. místo                                                  |                                                            |                                                            |
| MČR 2009                                                   | H21 – muži                                                 |                                                            | 19. místo                                                  | 2. místo                                                   |                                                            |                                                            | 357. místo                                                 | Sportcentrum Jičín                                         |                                                            |                                                            |                                                            |
| MČR 2010                                                   | H21 – muži                                                 | 19. místo                                                  | 7. místo                                                   |                                                            |                                                            |                                                            | 396. místo                                                 | Sportcentrum Jičín                                         | 7. místo                                                   | 3. místo                                                   |                                                            |
| MČR 2011                                                   | H21 – muži                                                 | 1. místo                                                   | 10. místo                                                  |                                                            |                                                            |                                                            | 170. místo                                                 | Sportcentrum Jičín                                         |                                                            |                                                            |                                                            |
| MČR 2012                                                   | H21 – muži                                                 | 6. místo                                                   | 1. místo                                                   | 6. místo                                                   |                                                            |                                                            | 243. místo                                                 | Sportcentrum Jičín                                         |                                                            | 3. místo                                                   |                                                            |
| MČR 2013                                                   | H21 – muži                                                 |                                                            |                                                            | 4. místo                                                   |                                                            |                                                            | 374. místo                                                 | Sportcentrum Jičín                                         | 3. místo                                                   | 2. místo                                                   |                                                            |
| MČR 2014                                                   | H21 – muži                                                 |                                                            | 4. místo                                                   | 4. místo                                                   |                                                            |                                                            | 60. místo                                                  | Sportcentrum Jičín                                         | 5. místo                                                   | 11. místo                                                  |                                                            |